# Chlumětín
Chlumětín település Csehországban, a Žďár nad Sázavou-i járásban. Chlumětín Kameničky, Krouna, Svratouch, Vortová, Svratka és Herálec településekkel határos. Lakosainak száma 224 fő (2024. január 1.).

## Népesség
A település lakosságának változását az alábbi diagram mutatja:
| Lakosok száma | 525  | 518  | 474  | 333  | 269  | 211  | 203  | 205  | 215  | 224  |
|               | 1869 | 1890 | 1921 | 1950 | 1980 | 2001 | 2017 | 2019 | 2022 | 2024 |